# Harpactea kulczynskii
Harpactea kulczynskii este o specie de păianjeni din genul Harpactea, familia Dysderidae, descrisă de Brignoli, 1976.
Este endemică în Grecia. Conform Catalogue of Life specia Harpactea kulczynskii nu are subspecii cunoscute.